# Симон Веј (политичарка)
Симон Веј, DBE (фр. Simone Veil, изговорⓘ), рођена као Симон Ани Лилин Жакоб (фр. Simone Annie Liline Jacob; Ница, 13. јул 1927 — Париз, 30. јун 2017), била је француска адвокатица и политичарка која је обављала функцију министра здравства (под Д’Естеном), била председник Европског парламента и члан Уставног савета Француске.
Преживела је концентрациони логор Аушвиц-Биркенау, где је изгубила део своје породице током Холокауста; обављала је дужност првог председника Фондације за сећање на Шоу (од 2000. до 2007), након чега је постала почасни председник. Постала је члан Француска академије новембра 2008. године. Остала је запамћена као победница у дебати о легализацији, односно озваничавању права жена на абортус у Француској, 17. јануара 1975. године.
Вејова је преминула 30. јуна 2017. у Паризу, две недеље пре свог 90. рођендана.

## Биографија
Породица Јакоб долази из Бионвила сир Није, град који се налази у региону Лорена. Симонин отац Андре Јакоб, архитекта осваја другу највећу награду града Роме. за изузетан рад у Италији. 22. маја 1992. године венчава се са Ивоном Стеинмез. Венчање је одржано у 9. арондисману града Париза. Након рођења прва два детета, породица се сели у Ници, у граду где је Симеон, 13. јула 1927. године, рођена. Због велике кризе која је захватила Француску 1929. године, породица се сели у мањи стан. Симонин отац помаже осталим архитектама док мајка штрика неоптодну одећу породицама којима је помоћ неопходна.

## Депортација и логор
Марта 1944. годинем Симона, тада шестнаестогодишњакиња станује код професора литературе госпође Вилерој, професорке средње школе. 30. марта 1944. године, након испита у школи, одлучила је да оде са другарицама како би прославила завршене испите (иако су јој родитељи то изречито забранили) Током хода улицом заједно са својим другом, немачка полиција у цивилу је зауставља и контролише. Обоје су одведени у притвор али је њен друг пуштен. Пре него да оде, Симона је успела да му преда папир са адресом професорке како би могао да обавести њену породицу о притвору. Иако је остатак породице била добро скривена, немачка полиција је успела да их открије. Гестапо је привео остатак породице заједно са Симеоном у логор у Дрансију. 15. априла истог месеца, Немци их одводе у Логор Аушвиц где означавају Симону бројем 87651. Од тог тренутка, сваки дан истовара камење са немачких камиона. Захваљујући капо службеници која је некада била проститутка, мисли да је Симон „много лепа како би умрела”, Симон и њене сестре су преблачене у други логор. Од тог тренутка никада више није видела свог оца.

## Повратак у Француску
Симон се враћа у Француску 23. маја 1945. године. Тог тренутка сазнаје да је положила све своје испите. 1946. године одлучује да настави школовање и уписује правни факултет у Паризу на Париском институту политичких наука. Током школовања упознаје инспектора финансија са којим се венчава 28. октобра 1946. године. Симон и Антоане Веј имају три сина: Жана, Клод Никола и Пјера- Франсоа.

## Докторатихонорис кауза
- Универзитет Принстон (САД), 1975
- Научни институт Вајцман (Израел), 1976
- Универзитет Бар-Илан (Израел), 1979
- Универзитет у Кембриџу (Енглеска), 1980
- Хебрејски универзитет у Јерусалиму (Израел), 1980
- Универзитет Јејл (САД), 1980
- Универзитет у Единбургу (Шкотска), 1980
- Универзитет Џорџтаун (САД), 1981
- Универзитет у Урбину (Италија), 1981
- Универзитет у Сасексу (Енглеска), 1982
- Универзитет Јешива (САД), 1982
- Слободни универзитет у Бриселу (Белгија), 1984
- Амерички универзитет у Паризу (Француска), 1988
- Универзитет Брандајс (САД), 1989
- Универзитет у Глазгову (Шкотска), 1995
- Универзитет у Пенсилванији (САД), 1997
- Универзитет у Касину и Јужном Лацију (Италија), 2006
- Универзитет Бен-Гурион у Негеву (Израел), 2010

## Мандати политичке каријере
Положаји у влади
- Министар здравства: 28. мај 1974. — 29. март 1977.
- Министар здравства и друштвене безбедности: 29. март 1977. — 3. април 1978.
- Министар здравства и породичне скрби: 3. април 1978. — 4. јул 1979.
- Министар државе; за друштвена питања, здравство и град: 31. март 1993. — 16. мај 1995.

Изборни мандати
- Председник Европског парламента: 1979—1982.
- Члан Европског парламента: 1982—1984.
- Председавајући Европске либералне демократске и реформске партије: јул 1984. — јул 1989.

Остале функције
- Члан Уставног савета Француске: март 1998. — март 2007.
- Председник Фондације Шоа: 2000—2007; 2007—данас (почасни)
- Члан Одбора директора Француског института за међународне односе (IFRI)